# Ейдзі Моріока
Ейдзі Моріока (яп. 森岡 栄治; 8 червня 1946 — 9 листопада 2004) — японський боксер, призер літніх Олімпійських ігор.

## Життєпис
Народився у містечку Тайші, повіт Мінамі-Кавачі, префектура Осака.
Протягом чотирьох років поспіль, у 1965—1968 роках, вигравав чемпіонат Японії з боксу у легшій вазі.
На літніх Олімпійських іграх 1968 року в Мехіко (Мексика) почергово переміг Домінадора Калумарде (Філіппіни), Альдо Косентіно (Франція) та Міка Давліна (Ірландія). У півфіналі поступився майбутньому олімпійському чемпіонові Валеріану Соколову (СРСР), здобувши бронзову медаль.
Після цього перейшов у професійний бокс. Провів 10 поєдинків, у 6 з яких одержав перемогу, з них 3 — достроково.